# Black-Pass
Der Black-Pass ist ein Gebirgspass auf der Pourquoi-Pas-Insel vor der Fallières-Küste des westantarktischen Grahamlands. Er verläuft 5 km westlich des Mount Arronax in nordost-südwestlicher Richtung.
Das UK Antarctic Place-Names Committee benannte ihn 1980 nach Stanley Edward Black (1933–1958), meteorologischer Assistent des Falkland Islands Dependencies Survey auf Signy Island (1957–1958) und auf Horseshoe Island (1958), der gemeinsam mit dem Meteorologen David Statham (1938–1958) und dem Mechaniker Geoffrey Alfred Stride (1927–1958) am 27. Mai 1958 beim Marsch über aufbrechendes Meereis zwischen den Dion-Inseln und Horseshoe Island ums Leben gekommen war.